# 秋田県道285号冬師西目線
秋田県道285号冬師西目線（あきたけんどう285ごう とうしにしめせん）は、秋田県にかほ市から由利本荘市に至る一般県道である。

## 概要
起点のにかほ市冬師で秋田県道312号長岡冬師城内線・象潟方面から直通し、四角井戸溜池を経て、西目駅方面へ北上する。由利本荘市西目町西目で日本海東北自動車道と立体交差し、西目駅手前で秋田県道43号本荘西目線と合流する。以後は県道43号と重複し、西目駅の東でJR東日本 羽越本線と交差して終点の国道7号交点に至る。

### 路線データ
- 総延長 : 16.489 km（県道32号交差点重複含む）[2]
- 実延長 : 14.772 km[2]
- 起点 : 秋田県にかほ市冬師字赤坂1番（秋田県道312号長岡冬師城内線・路線上）[3]北緯39度13分5.7秒 東経140度1分57.1秒
- 終点 : 秋田県由利本荘市西目町沼田字新道下2番309（西目高校前交差点、国道7号交点）[3]北緯39度20分52.66秒 東経140度0分50.69秒
- 未供用区間 : なし[2]

## 歴史
- 1974年（昭和49年）3月19日 - 秋田県道に認定される[3]。
- 1995年（平成7年）4月1日 - 秋田県道312号長岡冬師城内線が新たに秋田県道に認定され、起点付近が重複区間となる[3]。同時に起点から先矢島方面が県道となる。

## 路線状況

### 重複区間
- 秋田県道312号長岡冬師城内線（にかほ市冬師字赤坂・起点 - にかほ市冬師字冬師）、273 m[2]
- 本荘由利広域農道（にかほ市冬師・交点 - 由利本荘市西目町出戸字カチカ沢・交点）
- 秋田県道43号本荘西目線（由利本荘市西目町沼田字中谷地・交点 - 由利本荘市西目町沼田・交点、終点）

### 冬期閉鎖区間
- なし[4]

### 交通不能区間
- なし[5]

## 地理

### 通過する自治体
- にかほ市 - 由利本荘市

### 交差する道路
| 施設名           | 接続路線名                    | 備考                      | 所在地                                                             |
| ---------------- | ----------------------------- | ------------------------- | ------------------------------------------------------------------ |
|                  | 秋田県道312号長岡冬師城内線上 | 起点 -                    | にかほ市冬師字赤坂 にかほ市冬師字冬師                              |
|                  | 本荘由利広域農道              |                           | にかほ市冬師北緯39度13分13.67秒 東経140度1分47.09秒                |
|                  | 秋田県道32号仁賀保矢島館合線  | 本荘由利広域農道 重複区間 | にかほ市釜ケ谷北緯39度14分44.3秒 東経140度1分53.76秒               |
|                  | 本荘由利広域農道              |                           | 由利本荘市西目町出戸字カチカ沢北緯39度15分46.0秒 東経140度2分1.1秒 |
|                  | 秋田県道296号院内孫七山線     | 県道296号終点             | 由利本荘市西目町西目北緯39度18分42.42秒 東経140度0分34.32秒        |
|                  | 秋田県道43号本荘西目線        |                           | 由利本荘市西目町沼田字中谷地北緯39度19分59.75秒 東経140度0分36.6秒 |
| 西目高校前交差点 | 国道7号                       | 終点 県道43号終点         | 由利本荘市西目町沼田字新道下                                       |

### 沿線の施設など
- JR東日本 羽越本線 西目駅
- 秋田県立西目高等学校